# Halloween (franchise)

Logo del franchise

Halloween è un media franchise basato sulla serie di film horror slasher e thriller che ha come protagonista lo spietato personaggio di Michael Myers ideato da John Carpenter.
Il primo film della saga, Halloween - La notte delle streghe, del 1978 per la regia di John Carpenter, è considerato una delle più importanti pellicole del genere horror, nonché capostipite del sottogenere slasher.
L'universo di Halloween conta attualmente tredici film (tra cui: quattro sequel del primo film, uno spin-off, due sequel alternativi ambientati 20 anni dopo, due reboot dei primi due film e una trilogia sequel alternativa ambientata 40 anni dopo).

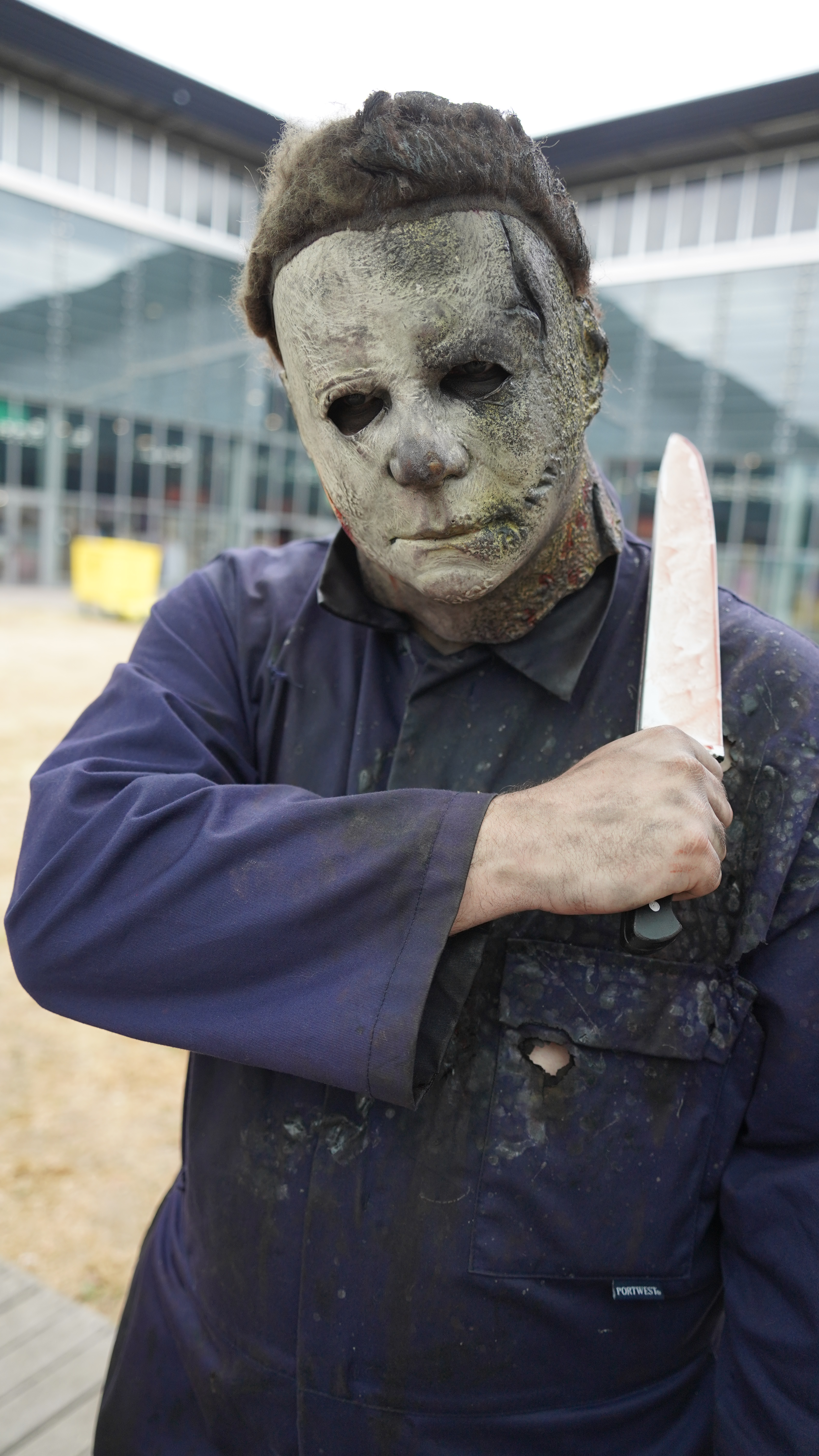
Cosplayer di Michael Myers

 Originariamente, la saga, doveva intitolarsi The Babysitter Murders, prendendo il nome dal distributore europeo della seconda pellicola di Carpenter, Distretto 13 - Le brigate della morte.

## Film

Timeline ufficiale della saga

### Serie originale
- Halloween - La notte delle streghe (Halloween) di John Carpenter (1978)
- Halloween II - Il signore della morte (Halloween II) di Rick Rosenthal (1981)
- Halloween III - Il signore della notte (Halloween III: Season of the Witch) di Tommy Lee Wallace (1982) (spin-off)
- Halloween 4 - Il ritorno di Michael Myers (Halloween 4: The Return of Michael Myers) di Dwight H. Little (1988)
- Halloween 5 - La vendetta di Michael Myers (Halloween 5: The Revenge of Michael Myers) di Dominique Othenin-Girard (1989)
- Halloween 6 - La maledizione di Michael Myers (Halloween: The Curse of Michael Myers) di Joe Chappelle (1995)

### Serie "20 anni dopo"
- Halloween - 20 anni dopo (Halloween H20: 20 Years Later) di Steve Miner (1998)
- Halloween - La resurrezione (Halloween: Resurrection) di Rick Rosenthal (2002)

### Serie reboot (di Rob Zombie)
- Halloween - The Beginning (Halloween) di Rob Zombie (2007)
- Halloween II di Rob Zombie (2009)

### Serie "40 anni dopo" (di David Gordon Green)
- Halloween di David Gordon Green (2018)
- Halloween Kills di David Gordon Green (2021)
- Halloween Ends di David Gordon Green (2022)

## Serie

### Serie originale

#### Periodo Carpenter
Halloween - La notte delle streghe venne realizzato nel 1978 per la regia di John Carpenter, autore anche del tema principale del film, Halloween theme, una melodia di pianoforte suonata al ritmo di 5/4 diventata celebre, e la produzione di Debra Hill che, con Carpenter, si occupò anche di scrivere la sceneggiatura, basata su un'idea di Irwin Yablan; con un budget di soli 300.000$, il film incassò 47.000.000$ negli soli USA. Il film è considerato il primo slasher moderno e uno dei film indipendenti più di successo nella storia. 
 Il film vede il debutto nel mondo del cinema di Jamie Lee Curtis nella parte della final girl Laurie Strode. 
 La cittadina di Haddonfield deve il suo nome alla città di Haddonfield in New Jersey, dove Debra Hill è nata e cresciuta.
Nel 1981, dato il successo del primo film si decise per un sequel che doveva essere l'ultimo capitolo della serie, così il produttore esecutivo del capitolo originale, Mustafa Akkad, vendette i diritti del film al produttore Dino De Laurentiis che, quello stesso anno, in associazione con la Universal, realizzò Halloween II - Il signore della morte scritto da John Carpenter ma diretto da Rick Rosenthal. 
 Il tema principale del film è una variazione della composizione di John Carpenter - in quanto costruita mediante un sintetizzatore invece di un pianoforte - creata dallo stesso Carpenter con Alan Howarth, suo storico collaboratore, che, secondo il critico della BBC «non suona come l'originale, ma rimane ancora un classico collettivo». La colonna sonora del film include anche la canzone Mr. Sandman delle The Chordettes che, secondo alcuni critici era fuori contesto. 
 Il film fu accolto positivamente, ma non certo allo stesso livello del precedente e lo stesso Carpenter fu estremamente dispiaciuto del risultato finale, descrivendolo come «un episodio spaventoso di Quincy, M.E.» e rifiutando di apparire nei titoli di coda come aiuto regista. 
Nel 1982, contattati per un terzo capitolo della saga di Halloween, John Carpenter e Debra Hill si mostrarono riluttanti ma accettarono a patto che nel nuovo progetto non ci fosse Michael Myers. La regia fu affidata a Tommy Lee Wallace con un budget di 2.500.000$ ma un incasso globale di soli 14.400.000$.

##### Halloween - La notte delle streghe
31 ottobre 1963, Haddonfield (Illinois). Durante la notte di Halloween, il piccolo Michael Myers, di soli 6 anni, uccide la sorella maggiore Judith accoltellandola vestito da clown per poi venir trovato sul vialetto dai genitori.
30 ottobre 1978, Warren County (Illinois). Il 21enne Michael Myers (Nick Castle, Tommy Lee Wallace e Tony Moran), per evitare il processo, scappa dal Smith's Grove Sanitarium, dove è stato richiuso finora sotto le cure dello psichiatra Dr. Samuel "Sam" J. Loomis, rubando l'auto dell'infermiera Marion Chambers.
31 ottobre 1978, Haddonfield (Illinois). Michael torna nella sua città natale e uccide tre amici della baby-sitter diciassettenne Laurie Strode (Jamie Lee Curtis) ma, quest'ultima, riesce a sfuggirgli, anche grazie al Dr. Loomis che riesce a sparare ripetutamente a Michael facendolo cadere dal balcone. Michael, però, pare possedere capacità fisiche straordinarie, infatti quando i due si affaccia per vedere il cadavere, questo se n'è andato.

##### Halloween II - Il signore della morte
31 ottobre 1978, Haddonfield (Illinois). Mentre Laurie Strode (Jamie Lee Curtis) viene portata al Haddonfield Memorial Hospital e la TV trasmette un servizio sugli omicidi, il Dr. Samuel "Sam" Loomis (Donald Pleasence) e lo sceriffo Leigh Brackett iniziano a cercare Michael Myers (Dick Warlock). È così che i due incrociano un soggetto con la maschera che indossava Michael ma l'uomo viene investito da un'auto della polizia che lo schiaccia contro un furgoncino causando un'esplosione: mentre il poliziotto si salva, l'altro uomo rimane incastrato in quell'inferno di fuoco ed è impossibile dire se è proprio Michael. In seguito, Leigh Brackett, informato che una delle vittime è sua figlia Annie, lascia l'incarico al vice Gary Hunt che si reca con Loomis alla scuola elementare dove trovano scritta sulla lavagna col sangue la parola "Samhain". Quando poi il dottore scopre, dall'infermiera Marion Chambers, che Laurie Strode, in realtà, è Cinthya Anne Myers, la sorella minore di Michael l'uomo corre all'ospedale dove Michael, che non è morto, è già arrivato e ha ucciso armato di bisturi. Michael, dopo essersi scontrato con Loomis e averlo accoltellarlo, si dirige verso Laurie che però gli spara con l'arma di Loomis per poi fuggire mentre lo psichiatra, seppur ferito gravemente, riempie di gas infiammabile la stanza in cui è Michael e, dopo averla lasciata, la fa esplodere.

##### Halloween III - Il signore della notte
23-31 ottobre, Santa Mira (California). Indagando sullo strano omicidio del negoziante Harry Grimbridge in fuga con una maschera di Jack-o'-lantern della ditta Silver Shamrock Novelties, la figlia della vittima, Ellie, e il medico che lo aveva soccorso, il Dr. Daniel "Dan" Challis (Tom Atkins), giungono nella città dove sorge la fabbrica fondata dal geniale irlandese Conal Cochran. Dan ed Ellie soggiornano nello stesso motel in cui aveva soggiornato Harry e dove si registrano anche i rivenditori Marge Guttman e la famiglia Bud, Betty e Buddy Kupfer. Mentre la sera stessa Marge, notato sulla moquette il simbolo della Silver Shamrock Novelties con però una strana placca e un chip, cerca di aprirlo ma esso emette un raggio laser che la sfigura e le fa uscire insetti e serpenti dalla faccia. Il giorno dopo, Ellie viene rapita da degli uomini in nero così Dan va a cercarla nella ditta e, catturato, scopre che gli uomini in nero sono androidi creati da Cochran che, al fine di far rivivere i più macabri aspetti della festa celtica del Samhain, intende uccidere adulti e bambini la notte di Halloween mediante un chip e un frammento di una pietra rubata a Stonehenge nascosti nel marchio Silver Shamrock Novelties attaccato sulle maschere: dopo aver rinchiuso i Kupfer in quel che sembra un soggiorno con una TV accesa, il piccolo Buddy indossa una maschera e, quando passa lo spot della Silver Shamrock Novelties, la maschera inizia a contrarsi uccidendo Buddy e, mentre sua madre muore per lo spavento, dalla bocca e dagli occhi del bimbo escono insetti e serpenti velenosi che uccidono il padre. Dan e Ellie riescono a liberarsi, a distruggere la fabbrica e a uccidere Cochran ma, in seguito, Dan scopre che Cochran ha rimpiazzato Ellie con un androide così lo distrugge e poi contatta le stazioni televisive per convincerle a non mandare in onda la pubblicità della Silver Shamrock Novelties ma fallendo. Il film termina con l'urlo di Challis che dice di fermare il canale.

#### Periodo Post-Carpenter
Nel 1988, per il decimo anniversario della realizzazione della pellicola originale, il produttore esecutivo Mustafa Akkad ricomprò i diritti della serie da Dino De Laurentiis e produsse due sequel: Halloween 4 - Il ritorno di Michael Myers (1988) e Halloween 5 - La vendetta di Michael Myers (1989). 
Nel 1995 i diritti vennero venduti nuovamente alla Dimension Films, al tempo una sotto-compagnia della Miramax Films che realizzò un terzo sequel: Halloween 6 - La maledizione di Michael Myers (1995).
I tre film vedono il ritorno dei personaggi di Michael Myers e del Dr. Samuel "Sam" Loomis (sempre interpretato da Donald Pleasence) ma non di Laurie Strode, sostituita come final girl dalla figlia Jamie Lloyd (Danielle Harris e poi J.C. Brandy), inoltre John Carpenter non entrò a far parte né della produzione né della sceneggiatura di nessuno di questi film. 

##### Halloween 4 - Il ritorno di Michael Myers
30 ottobre 1988, Warren County (Illinois). Essendo in coma da 10 anni, Michael Myers (George P. Wilbur) viene riportato al Smith's Grove Sanitarium ma, durante il viaggio, sentendo dire che Laurie Strode, prima di morire, ha avuto una figlia, Jamie Lloyd (Danielle Harris), che abita ad Haddonfield, Michael si risveglia, fa finire l'ambulanza in un fiume e corre nella sua città natale.
31 ottobre 1988, Haddonfield (Illinois). Michael trova Jamie che, pur non avendolo mai incontrato, ha spesso incubi su di lui, e inizia a inseguirla ma il Dr. Samuel "Sam" Loomis (Donald Pleasence) la salva, però Michael li raggiunge, scaraventa via Loomis e si avventa su Jamie che viene salvata dall'amica Raquel. In seguito Michael viene crivellato di colpi ma, quando Jamie gli prende la mano, creando così un legame psichico con lui, l'uomo si rialza venendo nuovamente crivellato di colpi che lo uccidono. Loomis riporta Jamie dai genitori adottivi ma la bimba, indossata una maschera da clown simile a quella del piccolo Michael, ferisce la madre adottiva con delle forbici

##### Halloween 5 - La vendetta di Michael Myers
31 ottobre 1989, Haddonfield (Illinois). Michael Myers (Donald L. Shanks), che è riuscito a salvarsi, torna ad Haddonfield e uccide alcuni amici della nipote ma così Jamie Lloyd (Danielle Harris), che in seguito all'aggressione alla madre adottiva è stata ricoverata alla Haddonfield Child's Clinic, percepisce il ritorno dello zio e scappa. Poco dopo, il Dr. Samuel "Sam" Loomis (Donald Pleasence), informato della fuga, cerca e trova Jamie e organizza con lei una trappola: lei dovrà attirare Michael nello scantinato della vecchia casa dei Myers dove lui, intanto, ha preparato una rete. Jamie, in effetti, riesce ad attirare Michael alla casa però lui la pugnala alla spalla così lei lo chiama "zio"; questo fa sì che l'uomo si fermi, scoppi a piangere e si levi la maschera ma, quando Jamie cerca di toccarlo, Michael si ribella e riprende a rincorrerla fino allo scantinato dove Loomis, ferito ma vivo, lo fa cadere nella rete.
- scena extra nel Producer's Cut: 1° novembre 1989, Haddonfield (Illinois). Portato in carcere, sembra che per Michael Myers non ci sia più via di fuga, ma un misterioso uomo vestito di nero, uccide i poliziotti, libera Michael e, inoltre, rapisce Jamie Lloyd.

##### Halloween 6 - La maledizione di Michael Myers
30 ottobre 1995, Warren County (Illinois). Dopo essere stata rapita con lo zio nell'89 dal Culto della Spina (vuole sfruttare la leggenda della maledizione del simbolo "Thorn" che ha fatto creder a Michael che l'uccisione della propria famiglia riporti equilibrio nel mondo), Jamie Lloyd (J.C. Brandy), partorisce un figlio concepito artificialmente con Michael Myers (George P. Wilbur) per poi scappare col neonato e trasmettere una richiesta di aiuto via radio per il Dr. Samuel "Sam" Loomis (Donald Pleasence); purtroppo Michael la raggiunge e la uccide ma del bambino non vi è traccia.
31 ottobre 1995, Haddonfield (Illinois). Thomas "Tommy" Doyle (Paul Stephen Rudd), il bambino a cui Laurie Strode faceva da babysitter quell'Halloween del '78, trova un neonato che chiama Steven e, poco dopo, incontra il Dr. Loomis così va dall'amica Sarah Strode - cugina adottiva di Laurie - e da suo figlio di 6 anni Danny, che sente delle voci. I cinque vengono scovati dal capo del culto che si rivela essere il Dr. Wynn, il quale, rivolendo Steven, li fa ricoverare allo Smith's Grove Sanitarium. Michael arriva anche qui, uccide il Dr. Wynn, e insegue Tommy, Sarah e i bambini ma l'uomo riesce a iniettargli dei corrosivi e a colpirlo fino a fargli perdere i sensi per poi scappare con gli altri mentre Loomis resta per parlare con la polizia ma, ad un certo punto, inizia a urlare.
- finale con scena extra nella versione inedita in Italia: Loomis scopre che il Dr. Wynn è ancora vivo e, prima di morire, gli assegna il compito di osservare Michael marchiandolo con un incantesimo col simbolo del "Thorn" e per questo Loomis inizia a urlare.

- scena extra nella versione inedita: Tommy, Sarah, Danny e Steven - che dovrebbe essere il nuovo Michael Myers - si ritrovano nella sala dei sacrifici del Culto della Spina con Michael che li minaccia ma quando Sarah gli fa presente di essere il padre di Steven, l'uomo si ferma dando loro il tempo di scappare.

- scena extra nel Producer's Cut: Jamie è sopravvissuta ma viene uccisa da un colpo di pistola sparatole dal Dr. Wynn, amico del Dr. Loomis, cosa che devasta enormemente Samuel.

### Serie "20 anni dopo"
Nel 1998, dopo il sesto sequel della saga originale, la Dimension Films iniziò una nuova saga coi film Halloween - 20 anni dopo (1998) e Halloween - La resurrezione (2002) che ignorano completamente gli eventi del quarto, quinto e sesto film della saga e risultando quindi un sequel diretto del secondo film.
I film segnano il ritorno di Jamie Lee Curtis nel ruolo di Laurie Strode - teoricamente morta in un incidente stradale prima del quarto capitolo ma che, in realtà, riuscì a salvarsi e non ha avuto nessuna figlia di nome Jamie Lloyd - ma non di Donald Pleasence nel ruolo del Dr. Samuel "Sam" J. Loomis giacché l'attore morì prima dell'inizio delle riprese del primo film.
Il film Halloween - 20 anni dopo, con un budget di soli 17.000.000$, incassò globalmente oltre 125.000.000$ mentre il film Halloween - La resurrezione, con un budget di 33.000.000$, incassò globalmente solo 37.000.000$.

#### Halloween - 20 anni dopo
31 ottobre 1998, Summer Glen (California). Michael Myers (Chris Durand), che entrando in casa di Marion Chambers-Whittington, storica infermiera del Dr. Loomis, recentemente scomparso, ha scoperto che Laurie Strode (Jamie Lee Curtis) ha solo finto la sua morte per poi cambiar nome in Keri Tate e diventare preside della Hillcrest Academy High School in California vi si reca e inizia a perseguitare lei, suo figlio diciassettenne John e i loro amici lasciando una scia di morte e terrore dietro di sé. Dopo una violenta lotta, sembra che Michael sia morto ma Laurie, per esserne certa, ruba il furgoncino del coroner in cui vi è il corpo e lo fa cadere giù da un precipizio però Michael rimane impigliato a un albero così Laurie lo decapita sperando che così sia finalmente tutto finito.

#### Halloween - La resurrezione
31 ottobre 2001, Grace Andersen Sanitarium (California). Scoperto che Laurie Strode (Jamie Lee Curtis), avendo in realtà decapitato un infermiere, è stata internata al Grace Andersen Sanitarium, Michael Myers (Brad Loree) vi si reca ma la donna ha preparato un'ingegnosa trappola che ucciderlo. Purtroppo Laurie, volendo verificare che sotto la maschera vi sia davvero Michael, gli si avvicina per togliergliela ma, così, l'uomo l'afferra e l'accoltella uccidendola. 
31 ottobre 2002, Haddonfield (Illinois). Il produttore TV Freddie Harris ottiene di girare un reality show nella vecchia casa dei Myers così sei ragazzi - Sara Moyer, Bill Woodlake, Donna Chang, Jen Danzig, Jim Morgan e Rudy Grimes - si ritrovano a dovervi passare la notte senza però sapere che, dopo l'omicidio di Laurie, Michael vi è tornato a vivere. È così che Michael inizia a uccide chiunque invada la sua casa ma venendo poi ucciso da Sara e Freddie. Il cadavere di Michael viene portato in obitorio ma, mentre l'infermiera sta per sfilargli la maschera, l'uomo apre gli occhi.

### Serie reboot (di Rob Zombie)
Nel 2008 uscì Halloween - The Beginning per la regia di Rob Zombie che ha scritto e diretto un riavvio basato su Halloween - La notte delle streghe che non sarebbe stato un pedissequo remake dell'originale, bensì un riadattamento.
Nel 2009 uscì il sequel Halloween II sempre diretto da Zombie, il quale si rivelò un fallimento al botteghino internazionale.

#### Halloween - The Beginning
31 ottobre 1990, Haddonfield (Illinois). La notte di Halloween, il piccolo Michael Myers (Daeg Faerch), di 10 anni, dopo esser stato sorpreso a scuola con Polaroid di animali seviziati, uccide un bullo poi, tornato a casa e indossato la maschera da clown, uccide con un coltello il fidanzato della madre, il fidanzato della sorella Judith e Judith stessa per poi uscire sul vialetto con in braccio la sorellina neonata Angel, l'unica che ha risparmiato, dove viene trovato dalla madre Deborah Myers (Sheri Moon Zombie).
1990-1991, Warren County (Illinois). Michael viene rinchiuso al Smith's Grove Sanitarium sotto le cure del Dr. Samuel "Sam" Loomis (Malcolm McDowell) ma indossa sempre delle maschere e si rinchiude in sé stesso smettendo di parlare; quando poi sgozza una infermiera, Deborah si spara in testa e la piccola Angel viene data in adozione.
30 ottobre 2007, Warren County (Illinois). Dato che Loomis ha abbandonato il suo caso, Michael Myers (Tyler Mane) dev'esser trasferito in una struttura più sicura ma si libera e va ad Haddonfield.
31 ottobre 2007, Haddonfield (Illinois). Mentre, il Dr. Loomis, avvertito della fuga di Michael, compra un revolver e si reca ad Haddonfield, le adolescenti Laurie Strode (Scout Taylor-Compton), Annie Brackett e Lynda Van Der Klok vengono seguite da Michael che, intanto, nella sua casa d'infanzia, ha ritrovato il coltello e la maschera usati sedici anni prima. Quella notte, mentre Laurie fa da baby-sitter a Tommy Doyle, e poi anche a Lindsay Wallace quando Annie gliela affida, e Michael uccide Annie, Linda, i loro fidanzati Bob e Paul e gli Strode, Loomis convince lo sceriffo Leigh Brackett che Michael Myers è tornato così l'uomo, sapendo che Laurie è in realtà Angel Myers, si dirige col dottore a casa Strode. Nel frattempo Laurie, attaccata da Michael, chiama il 911 e si chiude in casa Doyle coi bambini ma, non appena apre agli agenti, appare Michael che uccide i poliziotti e la rapisce. Portata nella cantina dei Myers, Laurie si trova Michael inginocchiata accanto a lei che, dopo averle porto una loro foto da bambini, si toglie la maschera; Laurie però, non capendo, accoltella Michael e poi scappa inseguita da Michael che, improvvisamente, viene raggiunto da tre colpi di pistola sparati da Loomis il quale, però, viene poi ucciso dal serial killer mentre Laurie fugge con la pistola. Michael trova Laurie e, dopo essere entrambi caduti da una finestra del primo piano, la prende in braccio per riportarla in casa: è così che Laurie gli punta la pistola in faccia e spara urlando. La faccia e le urla di Laurie adolescente vengono sovrapposte da immagini di Angel che piange in braccio a Michael in vecchi filmati di famiglia.

#### Halloween II
2023, Haddonfield (Illinois). Mentre il Dr. Samuel "Sam" Loomis (Malcolm McDowell) è sopravvissuto e Laurie Strode (Scout Taylor-Compton), scoperto di essere Angel Myers, ora vive con i Brackett e va in terapia, Michael Myers (Tyler Mane), creduto morto, vive invece in una capanna abbandonata col fantasma della madre Deborah (Sheri Moon Zombie) e di sé stesso bambino. 
31 ottobre 2023, Haddonfield (Illinois). Michael Myers, dopo aver ucciso tutte le amiche della sorella, la rapisce e la porta nel suo covo dove però viene seguito dal Dr. Loomis che cerca di convincerlo a liberare Laurie ma viene ucciso. Alla fine Michael viene pugnalato al volto da Laurie.
- extended: Micheal, dopo aver pugnalato Loomis - esclamando finalmente una parola dopo quasi vent'anni di silenzio: «Muori!» - viene crivellato di colpi dalla polizia.

- director's cut: Laurie, dopo aver accoltellato Michael, si avventa sul Dr. Loomis, che è sopravvissuto, ma viene uccisa dalla polizia[12].

### Serie "40 anni dopo" (di David Gordon Green)
Nel 2017 viene annunciata una nuova trilogia della saga - Halloween, Halloween Kills e Halloween Ends - scritta da David Gordon Green e Danny McBride e diretta da David Gordon Green stesso con Jamie Lee Curtis che torna nei panni di Laurie Strode e John Carpenter come compositore della colonna sonora.
I film sono sequel diretto di Halloween II - Il signore della morte e ignorano quindi tutti gli altri sequel e remake.

#### Halloween
31 ottobre 2018, Haddonfield (Illinois). Michael Myers (James Jude Courtney e Nick Castle), sopravvissuto all'incendio dell'ospedale nel '78, evade dallo Smith's Grove Sanitarium, dove era sotto le cure del Dr. Ranbir Sartain, si precipita ad Haddonfield e inizia a uccidere. Laurie Strode (Jamie Lee Curtis), informata dell'evasione, raggiunge sua figlia Karen (Judy Greer) e il marito di questa Ray Nelson e si mettono alla ricerca della nipote Allyson Nelson (Andi Matichak) che, però, è già stata soccorsa dal vice sceriffo Frank Hawkins e dal Dr. Sartain, accorso anche lui ad Haddonfield. Quando però Hawkins investe Michael, Sartain, credendo che la mente del serial killer debba essere studiata accuratamente fino a farlo parlare, pugnala lo sceriffo e carica Michael sulla volante accanto ad Allyson. Ben preso, però, Michael si riprende e scaraventa Sartain fuori dal veicolo uccidendolo ma si lascia sfuggire Allyson che va a casa di Laurie dove, poco dopo, Michael uccide Ray e getta dal balcone Laurie che gli aveva sparato a una mano. Attratto dal rumore fatto da Karen e Allyson, Michael si distrae per pochi secondi, permettendo così a Laurie di riprendersi, raggiungerlo, accoltellarlo e farlo cadere nello scantinato dove Laurie ha piazzato un marchingegno che intrappola Michael e poi sprigiona del gas stordendolo. Infine, Laurie lascia cadere un bengala nella trappola che innesca un incendio che distrugge tutto lo stabile mentre le tre donne scappano.
- scena post credit: Nello scantinato dell'edifici in fiamme si sente il respiro affannoso di Michael, il che potrebbe significare che sia ancora vivo.

#### Halloween Kills
31 ottobre 2018, Haddonfield (Illinois). Mentre Laurie Strode (Jamie Lee Curtis), sua figlia Karen (Judy Greer), sua nipote Allyson (Andi Matichak) e il vice sceriffo Frank Hawkins, gravemente ferito ma ancora vivo, vengono portati in ospedale, i pompieri salvano e liberano involontariamente Michael Myers (James Jude Courtney, Nick Castle e Airon Armstrong) che riprende quindi la sua carneficina così, Allyson e Karen, si uniscono alla gente di Haddonfield che si è raccolta per fermare Myers. Mentre Karen pugnala Michael col suo stesso coltello, gli abitanti di Haddonfield lo accerchiano e lo prendono a bastonate ma, quando l'ex sceriffo Leigh Brackett è in procinto di sparargli, Michael si riprende, sgozza Brackett e uccide tutta la folla compresa Karen ma non Allyson.

#### Halloween Ends
31 ottobre 2022, Haddonfield (Illinois). Visto che Laurie Strode (Jamie Lee Curtis) ha capito che il male è entrato lui - gli vede negli occhi la stessa cosa che vedeva negli occhi di Michael - Corey Campbell (Rohan Campbell), un ragazzo che la notte di Halloween del 2019 ha accidentalmente ucciso il piccolo Jeremy Allen, chiede alla fidanzata Allyson Nelson (Andi Matichak) di fuggire con lui e lei accetta, non sapendo che Corey, dopo essersi imbattutosi in Michael Myers (James Jude Courtney e Nick Castle) nelle fogne, gli ha fatto uccidere delle persone. La sera, però, Corey litiga con Michael, gli ruba la maschera, uccide varie persone e, infine, si reca da Laurie dove s'infilza un coltello nel collo proprio nel momento in cui Allyson rincasa e così la ragazza, pensando che la nonna lo abbia ucciso, fugge via disperata. Poco dopo, a casa di Laurie, arriva anche Michael che, dopo aver ucciso Corey ed essersi ripreso la sua maschera, inizia a lottare furiosamente con Laurie - lei riesce a pugnalarlo e sgozzarlo mentre lui cerca di strangolarla - ma Allyson, tornata a casa dopo aver parlato col vice sceriffo Frank Hawkins (Will Patton), aiuta la nonna permettendole così di tagliare i polsi a Michael che muore dissanguato. In seguito Laurie getta il cadavere di Michael in un trituratore industriale distruggendolo.

## Personaggi della saga

### Main cast
- Michael Audrey Myers: è l'antagonista di tutto il franchise - eccetto Halloween III - Il signore della notte. Figlio di Peter Myers ed Edith Nordstrom (Deborah Myers nel remake di Rob Zombie) e fratello di mezzo di Judith e Cynthia (Angel nel remake di Zombie) poi Laurie Strode, zio di Jamie Lloyd nel quarto, quinto e sesto sequel, di John Tate nel settimo e ottavo e di Karen nel undicesimo, dodicesimo e tredicesimo nonché padre e pro-zio del piccolo Steven nel sesto film e pro-zio di Allyson Nelson nel undicesimo, dodicesimo e tredicesimo. È posseduto dalla maledizione del "Thorn" che lo obbliga a uccidere tutti i membri della sua famiglia e gli dona una forza brutale e un'apparente immortalità. Compare in tutti i film eccetto Halloween III - Il signore della notte. Michael Myers da adulto è stato interpretato da Nick Castle, Tommy Lee Wallace (scena dell'armadio) e Tony Moran (senza maschera) in Halloween - La notte delle streghe, da Dick Warlock in Halloween II - Il signore della morte, da George P. Wilbur in Halloween 4 - Il ritorno di Michael Myers, da Don Shanks in Halloween 5 - La vendetta di Michael Myers, da George P. Wilbur in Halloween 6 - La maledizione di Michael Myers, da Chris Durand in Halloween - 20 anni dopo, da Brad Loree in Halloween - La resurrezione, da Tyler Mane in Halloween - The Beginning e Halloween II, da Nick Castle e James Jude Courtney in Halloween e Halloween Kills e da James Jude Courtney in Halloween Ends.
- Laurie Strode / Cynthia Anne Myers (Angel Myers)/ Keri Tate: è la final girl di quasi tutto il franchise. Il suo vero nome è Cynthia Myers (Angel Myers nel remake di Rob Zombie) ed è la figlia minore di Peter Myers ed Edith Nordstrom (Deborah Myers nel remake di Zombie) e sorella minore di Judith e Michael e, dopo la morte dei genitori, viene adottata da Morgan e Pamela Strode (Mason e Cynthia Strode nel remake di Zombie); è la madre di Jamie Lloyd (col marito James Lloyd) nel quarto, quinto e sesto sequel, di John Tate nel settimo e ottavo e di Karen nel undicesimo, dodicesimo e tredicesimo nonché nonna e zia del piccolo Steven nel sesto e nonna di Allyson Nelson nel undicesimo, dodicesimo e tredicesimo. È una donna che impara a diventare forte perché costretta ad affrontare numerose volte l'ira di Michael pur di sopravvivere. Appare in Halloween - La notte delle streghe, Halloween II - Il signore della morte, Halloween - 20 anni dopo, Halloween - La resurrezione, Halloween, Halloween Kills e Halloween Ends, dove è interpretata da Jamie Lee Curtis, e in Halloween - The Beginning e Halloween II, dove è interpretata da Scout Taylor-Compton.
- Dr. Samuel "Sam" J. Loomis: è lo psichiatra dello Smith's Grove Sanitarium che cura Michael Myers dal 1963 al 1978 e quindi è l'unico a sapere chi sia realmente il suo paziente. Il suo obiettivo principale è la cattura o uccisione di Michael e, per questo, si trova spesso a difendere le donne che lui attacca, soprattutto Laurie e Jamie. Appare in tutti i primi sei film - eccetto Halloween III - Il signore della notte -, dove è interpretato da Donald Pleasence, in Halloween - The Beginning e Halloween II, dove è interpretata da Malcolm McDowell, e in Halloween Kills, dove è interpretato da Tom Jones Jr.
- Jamie Lloyd: è la final girl nel quarto e quinto sequel. È la figlia di Laurie Strode e James Lloyd, ma viene data in affidamento ai Carruthers dopo la morte di entrambi i genitori. È una bambina molto speciale in quanto, oltre ad aver incubi sullo zio Michael Myers senza averlo mai conosciuto, è l'unica ad aver toccato, anche se solo brevemente, il cuore di Michael e ad aver creato con lui un legame psichico. Dopo aver ferito la madre adottiva viene rinchiusa alla Haddonfield Child's Clinic. Nell'Halloween del 1989 viene rapita con lo zio dal Culto della Spina che le fa concepire artificialmente un figlio con lui per poi scappare col bimbo ma venir uccisa da Michael dopo aver nascosto il neonato. Appare in Halloween 4 - Il ritorno di Michael Myers e Halloween 5 - La vendetta di Michael Myers, dove è interpretata da Danielle Harris, e nelle prime scene di Halloween 6 - La maledizione di Michael Myers, dove è interpretata da J.C. Brandy.
- Thomas "Tommy" Doyle: è il bambino a cui Laurie fa da baby-sitter la notte del 31 ottobre 1978 e che, da adulto, diventa ossessionato da Michael Myers ed è amico solo di Sara Strode - cugina adottiva di Laurie - e suo figlio Danny; nel 1995 trova il neonato di Jamie Lloyd, che chiama Steven, e lo salva sia da Michael che dal Culto della Spina. Appare in Halloween - La notte delle streghe e Halloween II - Il signore della morte, dove è interpretato dal piccolo Brian Andrews, in Halloween 4 - Il ritorno di Michael Myers dove è interpretato da Danny Ray, in Halloween 6 - La maledizione di Michael Myers, dove è interpretato da Paul Stephen Rudd, e in Halloween Kills, dove è interpretato da Anthony Michael Hall.

### Altri
- Judith Margaret Myers: prima figlia di Peter Myers ed Edith Nordstrom/Deborah Myers e sorella maggiore di Michael e Cynthia; il suo brutale omicidio per mano del piccolo Michael il 31 ottobre 1963 è l'inizio dell'intera serie. Appare solo nelle prime scene di Halloween - La notte delle streghe, dove è interpretata da Sandy Johnson, e in quelle di Halloween - The Beginning, dove è interpretata da Hanna R. Hall.
- Peter ed Edith (Nordstrom) Myers/ Deborah Myers: sono i genitori di Judith, Michael e Cynthia (Angel nel film di Zombie). Peter ed Edith appaiono solo in Halloween - La notte delle streghe mentre Deborah appare in Halloween - The Beginning e Halloween II, dove è interpretata da Sheri Moon Zombie.
- Rachel Carruthers: è la figlia biologica di Richard e Darlene Carruthers e la sorella adottiva di Jamie Lloyd che viene uccisa nel quinto sequel. Appare in Halloween 4 - Il ritorno di Michael Myers e Halloween 5 - La vendetta di Michael Myers, dove è interpretata da Ellie Cornell. Nella versione italiana è chiamata "Raquel".
- Dr. Terence Wynn: è un ex collega di Loomis, direttore dello Smith's Grove Sanitarium e capo del Culto della Spina che rapisce Michael e Jamie nell'89 e fa concepire loro Steven ma viene ucciso da Michael. Appare solo in Halloween 6 - La maledizione di Michael Myers dove è interpretato da Mitch Ryan.
- sceriffo Leigh Brackett: è lo sceriffo di Haddonfield e il padre di Annie, la prima vittima di Michael nel '78; va in pensione nel 1981. Appare in Halloween - La notte delle streghe, Halloween II - Il signore della morte e Halloween Kills, dove è interpretato da Charles Cyphers, e in Halloween - The Beginning e Halloween II, dove è interpretato da Brad Dourif.
- sceriffo Benjamin "Ben" Meeker: è il successore dello sceriffo Brackett. Appare in Halloween 4 - Il ritorno di Michael Myers e in Halloween 5 - La vendetta di Michael Myers dove è interpretato da Beau Starr.
- infermiera Marion Chambers (poi Whittington): è l'infermiera storica che affianca il Dr. Loomis a cui Michael ruba l'auto la notte del 30 ottobre 1978 e che rivelerà al medico la vera identità di Laurie. Appare in Halloween - La notte delle streghe, Halloween II - Il signore della morte, Halloween - 20 anni dopo e Halloween Kills dove è interpretata da Nancy Stephens.
- Lindsey Wallace: è una bambina a cui Annie Brackett e poi Laurie fanno da baby-sitter la notte del 31 ottobre 1978 insieme a Tommy Doyle e che, quarant'anni dopo, tenterà di fermare Michael Myers. Appare in Halloween - La notte delle streghe, Halloween II - Il signore della morte, Halloween Kills e Halloween Ends, dove è interpretata da Kyle Richards, e in Halloween 4 - Il ritorno di Michael Myers, dove è interpretata da Leslie L. Rohland.
- Kara Strode: è la cugina adottiva di Laurie Strode (figlia del fratello di Morgan Strode), ha un figlio di 6 anni di nome Danny e diventerà la madre adottiva di Steven, il figlio di Jamie e Michael. Appare solo in Halloween 6 - La maledizione di Michael Myers dove è interpretata da Marianne Hagan. Nella versione italiana è chiamata "Sarah".
- Daniel "Danny" Strode: è il figlio di Kara e fratello adottivo di Steven; il Culto della Spina voleva maledirlo come Michael. Appare solo in Halloween 6 - La maledizione di Michael Myers dove è interpretato da Devin Gardner.
- Steven Lloyd: è il figlio di Michael Myers e di Jamie Lloyd, nato la notte del 30 ottobre 1995. Appare solo in Halloween 6 - La maledizione di Michael Myers dove è interpretato da Emily Haterson.
- James "Jimmy" Lloyd: è uno studente del Haddonfield College e paramedico del "Haddonfield Memorial Hospital" nel 1978 che poi sposerà Laurie Strode e con cui avrà Jamie; muore in un incidente insieme a Laurie. Appare in Halloween - La notte delle streghe, dove è interpretato da David Kyle, e in Halloween II - Il signore della morte, dove è interpretato da Lance Guest.
- John Tate: è il figlio di Laurie Strode. Appare solo in Halloween - 20 anni dopo dove è interpretato da Josh Hartnett.
- Molly Cartwright: è la fidanzata di John Tate e matricola al "Hillcrest Academy High School". Appare solo in Halloween - 20 anni dopo dove è interpretata da Michelle Williams.
- Sara Moyer: è una studentessa di psicologia alla Haddonfield University che partecipa al reality in casa Myer. Appare solo in Halloween - La resurrezione dove è interpretata da Bianca Kajlich.
- Frederick "Freddie" Harris: è uno dei registi del reality show in casa Myer. Appare solo in Halloween - La resurrezione dove è interpretato da Busta Rhymes.
- William "Billy" Hill: è un amico di Jamie alla clinica. Appare solo in Halloween 5 - La vendetta di Michael Myers dove è interpretato da Jeffrey Landman.
- Christina "Tina" Williams: è un'amica di Rachel Carruthers e ha un legame molto speciale con Jamie. Appare solo in Halloween 5 - La vendetta di Michael Myers dove è interpretata da Wendy Kaplan.
- Sig.ra Minnie Blanklenship: ospita Tommy Doyle a casa sua fingendosi una debole vecchietta sorda, mentre in realtà progetta di rapire il filgio di Jamie e indurre Danny Strode - figlio di Sarah Strode, cugina adottiva da Laurie - a uccidere la madre o Steven giacché è un membro molto importante del Culto della Spina che ha maledetto e trasformato Michael in un ibrido tra umano e demone, rendendolo un serial killer sovrannaturale. Appare solo in Halloween 6 - La maledizione di Michael Myers dove è interpretata da Janice Knickrehm.
- Morgan e Pamela Strode / Mason e Cynthia Strode: sono i genitori adottivi di Cynthia Anne Myers, che loro chiamano Laurie. Morgan e Pamela appaiono in Halloween - La notte delle streghe, dove sono interpretati rispettivamente da Peter Griffith e Pamela McMyler, mentre Mason e Cynthia appaiono in Halloween - The Beginning, dove sono interpretati rispettivamente da Pat Skipper e Dee Wallace-Stone.
- Richard e Darlene Carruthers: sono i genitori biologici di Rachel e i genitori adottivi di Jamie. Darlene, dopo che Jamie ha creato un legame psichico con Michael, viene ferita da quest'ultima con delle forbici. Appaiono solo in Halloween 4 - Il ritorno di Michael Myers, dove sono interpretati rispettivamente da Jeff Olson e Karen Alston.
- William "Will" Brennan: collega e love interest di Laurie Strode (sotto il nome di "Keri Tate"); viene ucciso da Michael mentre tenta di proteggere Laurie. Appare solo in Halloween - 20 anni dopo dove è interpretato da Adam Arkin.

## Diritti dei film
- Halloween - La notte delle streghe
  - Diritti principali: Trancas International Films (compagnia di produzione di Moustapha Akkad)
  - Diritti per l'home video: Anchor Bay Entertainment
  - Diritti per la TV: Carlton Television|/ITC Entertainment
- Halloween II - Il signore della morte (distribuito in home video con questo titolo)
  - Diritti principali: Universal Pictures
  - Diritti per l'home video: Universal Pictures
  - Diritti per la TV: Universal Pictures
- Halloween 4 - Il ritorno di Michael Myers e Halloween 5 - La vendetta di Michael Myers
  - Diritti principali: Trancas International Films
  - Diritti per l'home video: Anchor Bay Entertainment
  - Diritti per la TV: Anchor Bay Entertainment
- Halloween 6 - La maledizione di Michael Myers, Halloween - 20 anni dopo e Halloween - La resurrezione
  - Diritti principali: Miramax/Dimension
  - Diritti per l'home video: Miramax/Dimension
  - Diritti per la TV: Miramax/Dimension
- Halloween - The Beginning e Halloween II
  - Diritti principali: Dimension
- Halloween
  - Diritti principali: Miramax Films

## Fumetti
Tra il novembre 2000 e il novembre 2001, la Chaos Comics produsse tre miniserie correlate ad Halloween, uscite con il semplice nome di Halloween, che usavano i personaggi visti nel film. I tre fumetti vennero scritti da Phil Nutman ed erano chiamati Halloween, Halloween II: gli occhi più neri e Halloween III: gli occhi del diavolo. I fumetti tentarono anche di colmare la differenza tra Halloween 6 - La maledizione di Michael Myers e Halloween - 20 anni dopo, creando però una realtà impossibilmente compatibile con quella di Halloween - La resurrezione (non realizzato al tempo).

## Romanzi
Poco dopo l'uscita del film nei cinema, ci fu la commercializzazione del romanzo tascabile scritto da Curtis Richards, pubblicato nel 1979 dalla Bantam Books e ristampato nel 1982. Il romanzo affronta aspetti non presenti nel film, come le origini della maledizione dentro lo Smith's Grove Sanitarium. Successivamente furono scritte, rispettivamente nel 1981, 1982 e nel 1988 anche le novellizzazioni di Halloween II, III e IV, i primi due scritti da Dennis Etchison sotto lo pseudonimo di Jack Martin, mentre la quarta da Nicholas Grabowsky. Il quarto romanzo inoltre fu ristampato nel 2003 e nel 2013 con contenuti inediti.
Tra il 1997 e il 1998, furono inoltre scritti da Kelly O'Rourke i tre capitoli di una trilogia di romanzi per ragazzi, intitolati The Scream Factory, The Old Myers Place e The Mad House. Questi tre romanzi seguono una timeline differente da quella dei film, collocandosi dopo il quarto film e non prendendo in considerazione i successivi capitoli della saga.
A partire dal 2018, sono state scritte le novellizzazioni della nuova trilogia: scritti gli stessi anni di proiezione dei rispettivi film, il romanzo di Halloween è stato scritto da John Passarella, quello di Halloween Kills è stato scritto da Tim Waggoner e quello di Halloween Ends è stato invece scritto da Paul Brad Logan.

## Videogiochi
Nel 1983 uscì Halloween per la console Atari 2600 con licenza ufficiale del film.
Michael Myers è uno dei personaggi giocabili nel contenuto scaricabile Onslaught (2013) per Call of Duty: Ghosts e l'antagonista nel contenuto scaricabile Halloween (2016) per Dead by Daylight.

## Merchandise
Halloween ha anche creato attorno a sé un grande merchandise che include giocattoli, action-figures, statuette, model-kit, bobbleheads, sfere di neve, poster, maschere, magliette, cappellini e molto altro ancora. Michael Myers è un pupazzo della McFarlane Toys, Sideshow Collectibles e NECA. Anche il dottor Sam Loomis è stato immortalato in plastica a fianco di Michael Myers in un set di due personaggi diffuso dalla NECA.
La maschera di Michael Myers è stata riprodotta per anni dalla Don Post, la compagnia di maschere che ha creato le maschere per i diversi film della saga (non a caso molte delle scene di Halloween III - Il signore della notte in cui lo sfondo è la fabbrica di maschere, sono state girate in una vera fabbrica della Don Post). Mentre le riproduzioni della maschera di Michael Myers sono ancora comunemente disponibili nei negozi di giocattoli per Halloween, la licenza per produrre le maschere di Michael Myers è stata data alla Cinema Secrets, la compagnia che ha commissionato la creazione della maschera di Michael Myers per pellicole come Halloween - La resurrezione.

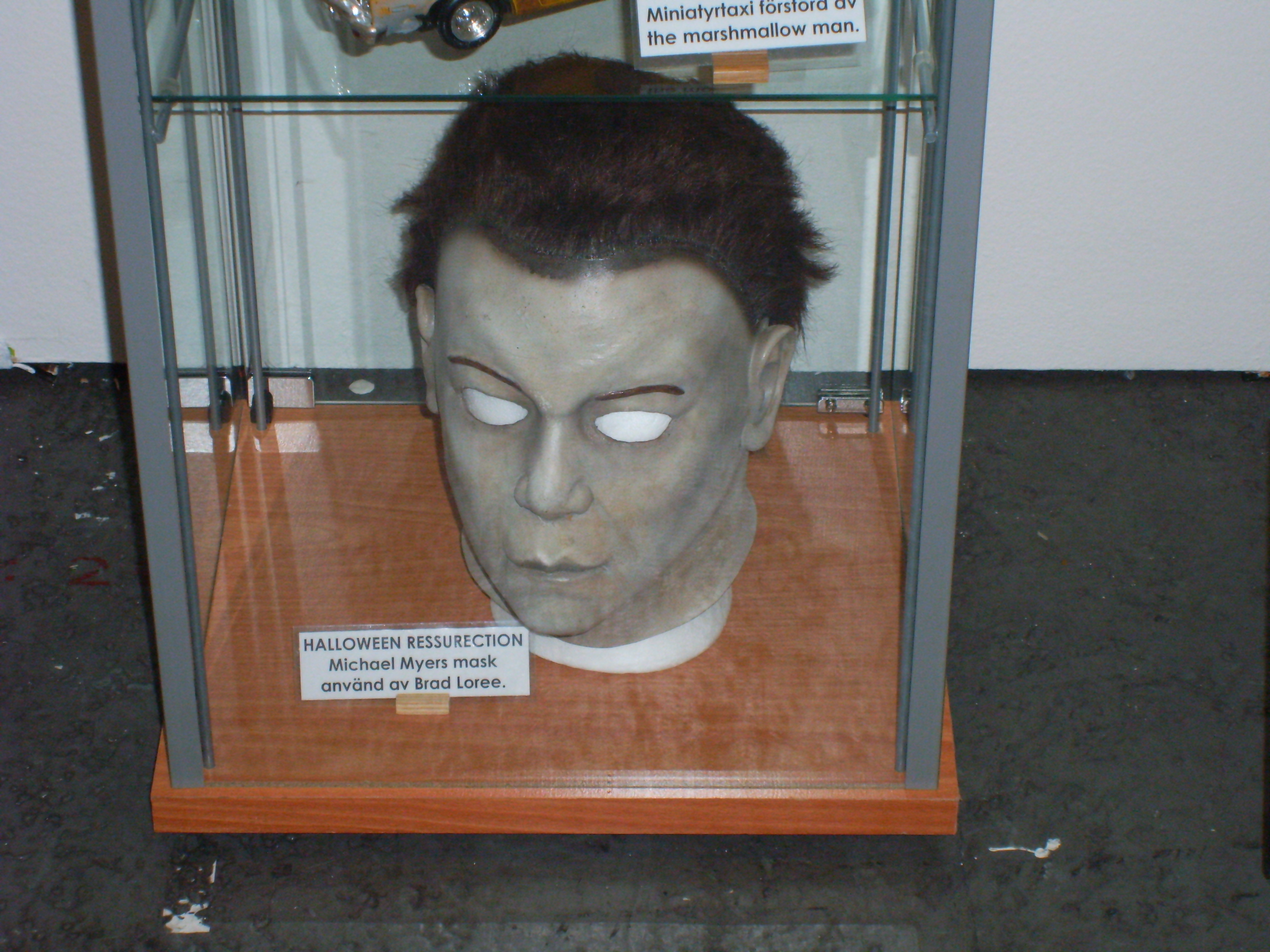
Maschera utilizzata in Halloween - La resurrezione

La serie di Halloween è disponibile anche in DVD. Molte versioni dell'originale Halloween, la notte delle streghe (spesso con contenuti speciali come merchandise gratuito o riprese extra mancanti nelle precedenti edizioni in DVD del film) e dei suoi sequel possono essere trovate in ogni negozio di DVD.

## Il set di Haddonfield
Nel primo film, la prima città impiegata fu Hardin County, in Illinois, che è realmente situata nell'estrema parte sud-orientale dello Stato. È qui che il ventunenne Michael Myers viene presentato. Si dice anche che la città venne collocata a 150 miglia reali dal Smith's Grove Sanitarium, in Illinois. Ne Halloween II - Il signore della morte, si rivela che lo Smith's Grove Sanitarium è situato nella Warren County; esiste realmente la contea di Warren in Illinois ed è situata nella parte ovest dello Stato.
In Halloween II - Il signore della morte, la polizia di Haddonfield ha sulle maniche uno stemma che dice "Warren County", ma Haddonfield e lo Smith's Grove Sanitarium non possono trovarsi nella stessa contea perché troppo lontane fra loro.
In Halloween 6 - La maledizione di Michael Myers, la mappa del tragitto del bus mostra che Haddonfield e lo Smith's Grove Sanitariumsono ora situate tra le città dell'Illinois di Pontiac e Dwight. Lo Smith's Grove Sanitarium non compare però nella mappa. Secondo mappoint.msn.com il percorso più breve tra Pontiac e Dwight è di 18,5 miglia. Le città - fittizie - di Haddonfield e lo Smith's Grove Sanitarium sono però a una distanza di 150 miglia.
Per risolvere una volta per tutte il problema di dove Haddonfield sia collocata, si dovrebbe posizionarla immaginariamente sulla Old Illinois Route 66, tre miglia a est di Rowe. Questo posto fa combaciare anche la vicinanza del Memorial Park Cemetery e la distanza tra Pontiac e Dwight. Lo Smith's Grove Sanitarium, invece, dovrebbe essere collocata nella contea di Warren, sulla Illinois Route 116 a 4,8 miglia a sud e a est da Smithshire e a 3,7 miglia a ovest di Roseville.
In Halloween - La notte delle streghe, il tragitto del Dr. Loomis dallo Smith's Grove Sanitarium ad Haddonfield dovrebbe essere questo:
- Dallo Smith's Grove Sanitarium a Smithshire: 4,8 miglia a ovest sulla Illinois State Highway, dopo di che a nord sulla County Road 14.
- Da Smithshire a Monmouth: 13,7 miglia a est e dopo a nord sulla County Road 11, dopo di che a nordest sulla United States Route 34.
- Da Monmouth a Galesburg: 16,4 miglia a est sulla State Route 164.
- Da Galesburg a Laura: 25,1 miglia a est sulla United States Route 150, a est sulla County Road 18, e subito dopo un breve tragitto a nord sulla State Route 78.
- Da Laura a West Hallock: 15,6 miglia a nord sulla State Route 78, dopo di che a est sulla State Route 90.
- Da West Hallock a Sparland: 18,4 miglia a est sulla State Route 90, a nord sulla State Route 40, e dopo a est sulla State Route 17.
- Da Sparland a Wenona: 22,3 miglia a est sulla State Route 17.
- Da Wenona a Cornell: 22,1 miglia a est sulla State Route 17, a sud sulla County Road 29, dopo di che a est sulla State Route 23.
- Da Cornell a Rowe: 8,6 miglia a est e dopo a sud sulla State Route 23.
- Da Rowe ad Haddonfield: 3 miglia a est sulla County Roads E 2100 ed E 2125.

La distanza totale dallo Smith's Grove Sanitarium ad Haddonfield usando unicamente questo tragitto ammonta a 150 miglia.
Durante il tragitto ad Haddonfield, la mattina del 31 ottobre 1978, il Dr. Loomis si ferma a telefonare alla polizia di Haddonfield riguardo al ritorno di Michael alla sua città natale. Usando questo percorso, si potrebbe concludere che il telefono a fianco della strada è posizionato nella giunzione tra la State Route 90 e la 40, a 0,8 miglia a est di West Hallock e 0,6 miglia a sud di Edelstein. La distanza tra questa cabina telefonica e Haddonfield dovrebbe essere di 73 miglia.
Tuttavia, nella realtà, il set vero di Halloween - La notte delle streghe e Halloween II - Il signore della morte si trova per le strade di South Pasadena nei pressi di Los Angeles e Hollywood. Le case impiegate per le riprese esistono tuttora compresa quella dei "Myers" situata al numero 1000 di Mission Street ora ristrutturata e occupata da uffici.